# جامعة عمر المختار
جامعة عمر المختار أو جامعة البيضاء إحدى جامعات التعليم العالي في ليبيا تقع في مدينة البيضاء. وأول جامعة إسلامية في ليبيا ويرجع تأسيسها عام 1961م.
في عام 1840 م تم تأسيسها كزاوية دينية سنوسية، وبعد دخول الاحتلال الإيطالي توقفت لانشغال سكان مدينة البيضاء والجبل الأخضر بالحرب، ومن ثم في عام 1951 وعودة المؤسسات الوطنية للعمل عادت «الزاوية البيضاء» للعمل بكامل قوتها لتعليم القرآن الكريم مستعينة بعلماء وقرّاء من الأزهر الشريف آنذاك، تطورت لتكون معهدا دينيا متوسطا لتعليم الفقه والقراءات ثم إلي جامعة محمد بن علي السنوسي عام 1961 أو مايعرف «جامعة البيضاء الإسلامية»، وبدأت تستقبل الطلاب من جميع أنحاء ليبيا ومن عدة بلدان كمالطا وقبرص ومصر وماليزيا وإندونيسيا والسودان وتشاد وغيرها، بقسمها الداخلي الذي يتسع لآلاف الطلاب الذكور. وهي الآن ما يعرف بجامعة عمر المختار.
بعد انقلاب سبتمبر 1969 أو ماسميت بثورة الفاتح تم إلغاء الجامعة لكونها تتبع الحركة السنوسية التي حظرت في ليبيا وقتها، فيما أصبحت كلية الزراعة تابعة لجامعة قاريونس. تم انشائها كجامعة عامة في عام 1984.

## تاريخ الجامعة
تغير مسار تعليمه جامعة محمد بن علي السنوسي الإسلامية وتغير اسمها إلي الجامعة الإسلامية منذ عام 1969 حتى عام 1975 في انقلاب عام 1969 ومن ثم إلي جامعة عمر المختار وتم ضمه إلي جامعة قاريونس حتى 1984 ومن ثم جامعة مستقلة.
تعتبر كلية الزراعة لهذه الجامعة، فخلال الفترة من 1975 وحتى العام 1984 كانت كلية الزرعة تابعة لجامعة قاريونس (جامعة بنغازي وقتها). وتحمل الجامعة اسم البطل الليبي عمر المختار ومن ثم أستقلت عام 1984.
لهذه الجامعة أربعة فروع هي: البيضاء وبها المقر الرئيسي للجامعة، القبة، درنة وطبرق.
تعتمد في أغلب التخصصات على العناصر الليبية، خصوصاً في السنوات الأخيرة بعد أن قامت الحكومة الليبية بإجراءات بعثات دراسية لطلبة الليبين للدول المتقدمة، ويقدر عدد الخرجين كل عام 3500 طالب كل عام خلال السنوات 2005 حتى 2008 م.
وتضم هذه الكليات التالية:

## الكليات
1- البيضاء، «مقر الجامعة»، وبها عدة كليات هي (الآداب، والزراعة، والموارد الطبيعية وعلوم البيئة، والطب البيطري، والهندسة، والطب البشري، والصيدلة، والإدارة والأعمال، والعلوم، والاقتصاد والمحاسبة، والتمريض، التقنية الطبية، والقانون، والتربية).
2- درنة، وبها 3 كليات وهي (الاقتصاد والمحاسبة، والعلوم، والتمريض).
3- القبة، وبها كلية واحدة هي (التربية).
4- طبرق، وبها 3 كليات وهي (القانون، والآداب والعلوم، والتقنية الطبية).
5- سوسة، وبها كلية واحدة هي (السياحة والآثار).

## الدرجات التي تمنحها الجامعة
تمنح جامعة عمر المختار بناء على اقتراح الكلية ذات العلاقة، وكذلك الإدارة العامة للدراسات العليا والتدريب بالجامعة الدرجات العلمية التالية:
- درجة البكالوريوس.
- درجة دبلوم الدراسات العليا.
- درجة الإجازة العالية الماجستير.
- درجة الإجازة الدقيقة الدكتوراه.[1]

## وصلات خارجية
- الموقع الرسمي